# Lorenzo Garbieri

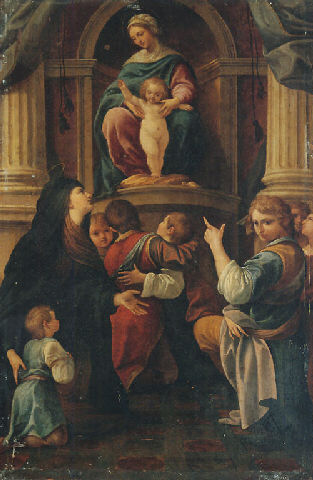
Virgen con el Niño adorada por Santa Felicita y sus hijos.

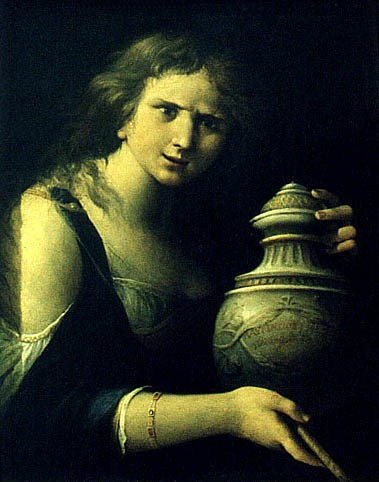
Circe, Pinacoteca Nacional de Bolonia.

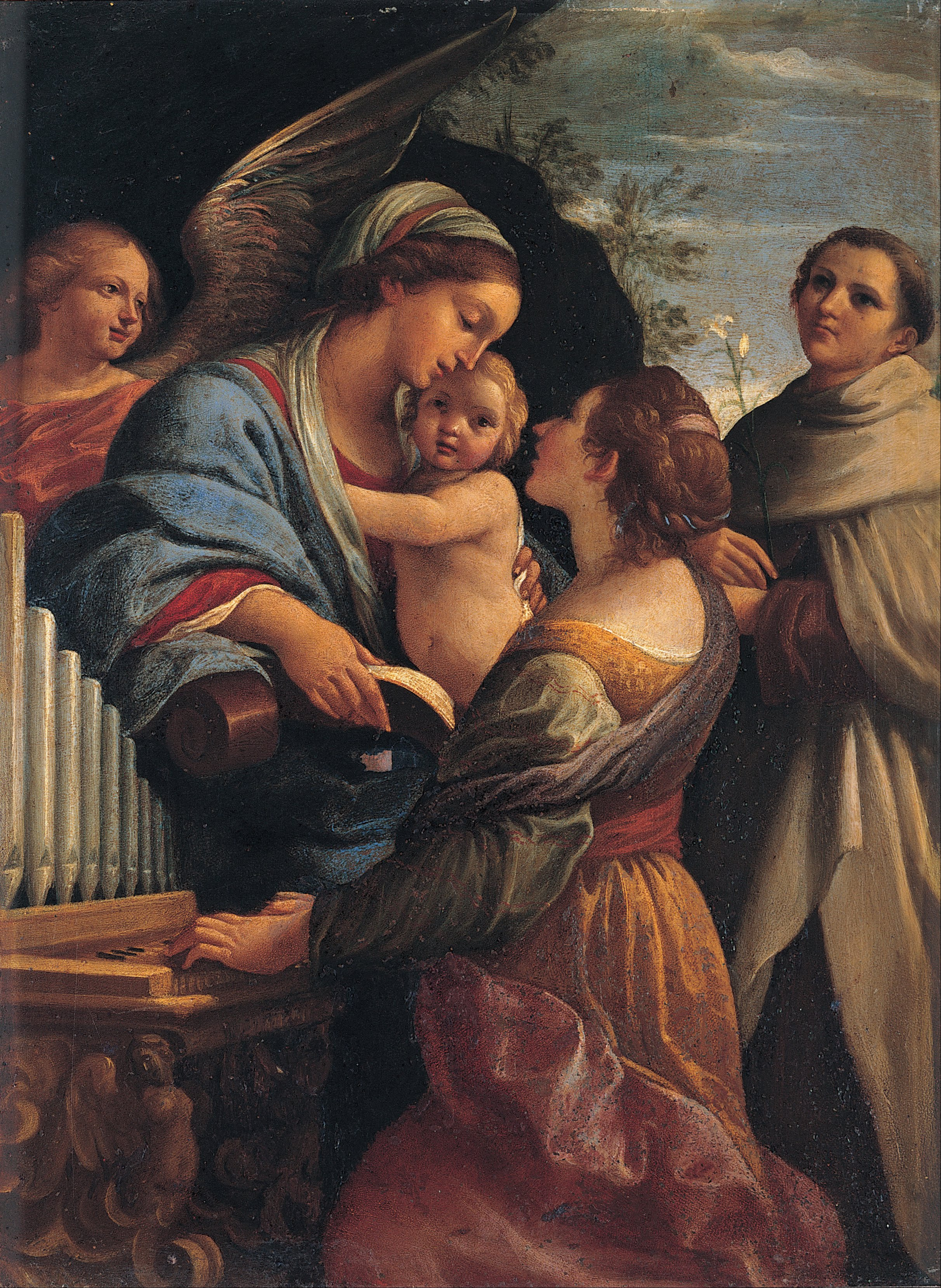
Virgen con el Niño con Santa Cecilia y San Alberto, Museo Capitolino, Roma.

Lorenzo Garbieri (Bolonia, 1580-Bolonia, 5 de abril de 1654), pintor italiano de la Escuela boloñesa, activo durante el Barroco. A veces es llamado Il Nepote dei Carracci.

## Biografía
Alumno de Ludovico Carracci, partió del estilo de su maestro en sus obras más tempranas, para después desarrollar una versión más fría y expresionista, alejado del tinte emocional del arte de Ludovico. El clasicismo del maestro se convierte en academicismo en el alumno. La influencia del arte de Caravaggio también tuvo su efecto sobre Garbieri, a través de su relación con Lionello Spada y sobre todo, de la visión directa de una de sus obras, la versión de la Incredulidad de Santo Tomás que se hallaba en su tiempo en la mansión Lambertini de Bolonia, que Lorenzo copió. Este conocimiento se traducirá en las impactantes escenas nocturnas de algunas obras de Garbieri (Deposición y Entierro de Cristo, San Antonio Abate, Milán). Este período de su producción se puede considerar el de máxima madurez. Posteriormente su arte se suavizará un tanto: su paleta se aclara y se vuelve más brillante, acercándose al estilo de Correggio a través de la experiencia de artistas como Giovanni Lanfranco y Sisto Badalocchio. Sin embargo, en sus últimas obras la intensidad dramática se refuerza extraordinariamente.
Garbieri tuvo pocos alumnos. Uno de ellos fue su hijo Carlo, pintor de talento pero de carácter poco aplicado.

## Obras destacadas
- Lamentación (1600-02, Oratorio de San Colombano, Bolonia), fresco.
- Flagelación (San Domenico, Bolonia), anteriormente atribuida a Ludovico Carracci.
- Lapidacion de San Esteban (Pinacoteca Nacional de Bolonia)
- Escenas de la Vida de Jacob (1606-14, Santa Maria della Pietà, Bolonia)
- Virgen con el Niño con Santa Cecilia y San Alberto (1610, Pinacoteca Capitolina, Roma)
- Escenas de la Vida de San Carlos Borromeo (1611, San Paolo Maggiore, Bolonia)
  - San Carlos Borromeo aprueba la regla de los barnabitas
  - San Carlos Borromeo imparte la comunión a los apestados
  - San Carlos Borromeo penitente en procesión durante la peste
- Deposición (c. 1609, San Antonio Abate, Milán)
- Entierro de Cristo (c. 1609, San Antonio Abate, Milán)
- Curación del ciego (Galleria Pallavicini, Roma)
- Adoración de los Pastores (San Stefano, Imola)
- Escenas de la Vida de la Virgen (1613-14, San Bartolomeo, Modena)
- Escenas de la Vida de Santa Felicita (1613-26, San Maurizio, Mantua)
- Circe (Pinacoteca Nacional de Bolonia)
- San Pablo resucita al joven Eutiquio (Filippini, Fano)
- El descendimiento de la Cruz, (Musée de Dinan, Francia)